# Merel de Blaeij
Merel de Blaeij, född den 2 december 1986 i Haag, Nederländerna, är en nederländsk landhockeyspelare.
Hon tog OS-guld i damernas landhockeyturnering i samband med de olympiska landhockeytävlingarna 2012 i London.